# Polska na Halowych Mistrzostwach Europy w Lekkoatletyce 1974
Polska na Halowych Mistrzostwach Europy w Lekkoatletyce 1974 – reprezentacja Polski podczas zawodów w Göteborgu zdobyła osiem medali w tym aż cztery złote.

## Wyniki reprezentantów Polski

### Mężczyźni
- bieg na 60 metrów
  - Zenon Nowosz zajął 6. miejsce
  - Jerzy Wieczorek odpadł w eliminacjach
- bieg na 800 metrów
  - Michał Skowronek zajął 5. miejsce
- bieg na 1500 metrów
  - Henryk Szordykowski zajął 1. miejsce
  - Włodzimierz Staszak zajął 3. miejsce
- bieg na 3000 metrów
  - Jan Kondzior zajął 8. miejsce
- bieg na 60 metrów przez płotki
  - Mirosław Wodzyński zajął 2. miejsce
  - Leszek Wodzyński zajął 4. miejsce
- skok o tyczce
  - Tadeusz Ślusarski zajął 1. miejsce
  - Wojciech Buciarski zajął 4.-5. miejsce
- skok w dal
  - Grzegorz Cybulski zajął 5. miejsce
- trójskok
  - Michał Joachimowski zajął 1. miejsce
  - Ryszard Garnys zajął 4. miejsce

### Kobiety
- bieg na 60 metrów
  - Irena Szewińska zajęła 3. miejsce
  - Małgorzata Bogucka odpadła w półfinale
- bieg na 400 metrów
  - Krystyna Kacperczyk odpadła w półfinale
- bieg na 800 metrów
  - Elżbieta Katolik zajęła 1. miejsce
  - Jolanta Januchta odpadła w eliminacjach
- bieg na 1500 metrów
  - Urszula Prasek zajęła 7. miejsce
- bieg na 60 metrów przez płotki
  - Grażyna Rabsztyn zajęła 2. miejsce
  - Teresa Nowak nie ukończyła biegu finałowego